# Pranje novca
Pranje novca općenito označava uvođenje ili uključivanje nezakonito stečenog novca (ili imovine u cjelini) u regularne novčane tokove. Nezakonito stečen novac je rezultat ilegalnih aktivnosti (npr. trgovina drogama, oružja ili utaje poreza) ili treba služiti financiranju nezakonitih aktivnosti.
Pranje novca je u većini država kazneno djelo. Borbi protiv pranja novca je važan dio u borbi protiv organiziranog kriminala.

### Metode pranja novca
Postupak pranja novca može se rasčlaniti u sljedeće faze:
1. Ulaz ("Placement")
2. Zamračenje ("Layering")
3. Integracija ("Integration")

Pokazatelji za pranje novca su:
- brojni tekući računi
- visoke gotovinske uplate
- nošenje / pohranjivanje velike količine novca u gotovini
- prihvaćanje loših uvjeta pri ulaganju sredstava

## Vanjske poveznice
- Pojmovnik
- Limun.hr  Arhivirana inačica izvorne stranice od 11. prosinca 2011. (Wayback Machine)
- Ured za sprječavanje pranja novca  Arhivirana inačica izvorne stranice od 24. siječnja 2010. (Wayback Machine)